# وسام ساحل العاج الوطني
يُعد وسام ساحل العاج الوطني (يُشار إليه أحيانًا ببساطة باسم الوسام الوطني) هو أعلى رتبة من رتبة فارس في ساحل العاج.

## التاريخ
تأسس الوسام في 10 أبريل 1961 للاحتفال باستقلال ساحل العاج التي كانت حتى عام 1960 مستعمرة فرنسية. كأعلى وسام شرف، يُمنح لأولئك الذين تميزوا بدرجة عالية في خدمة الدولة. يُمنح ذوي الياقات البيضاء فقط لرؤساء الدول الأجنبية.